# José Luis Chilavert
José Luis Félix Chilavert González (n. 27 iulie 1965, Luque, Central Department⁠(d), Paraguay) este un fost un jucător de fotbal de origine paraguayană, ce a activat pe postul de portar.

## Palmares
Guarani
- Primera División: 1984

Vélez Sársfield
- Primera División: 1993 Clausura, 1995 Apertura, 1996 Clausura, 1998 Clausura
- Copa Libertadores: 1994
- Cupa Intercontinentală: 1994
- Copa Interamericana: 1994 (jucată în 1996)
- Supercopa Sudamericana: 1996
- Recopa Sudamericana: 1997

Strasbourg
- Coupe de France: 2001

Peňarol
- Primera División: 2003

### Individual
- Equipo Ideal de América: 1994, 1995, 1996, 1997, 1998, 1999
- Cel mai bun portar din lume: 1995, 1997, 1998
- Fotbalistul anului în Argentina: 1996
- South American Footballer of the Year: 1996